# Fornovo di Taro
Fornovo di Taro là một đô thị ở tỉnh Parma, ở vùng Emilia-Romagna của Italia, tọa lạc cách khoảng 100 km về phía tây của Bologna và khoảng 25 km về phía tây nam của Parma.
Fornovo di Taro tiếp giáp các đô thị sau đây: Collecchio, Medesano, Sala Baganza, Solignano, Terenzo, Varano de' Melegari.
Đây là nơi đã diễn ra trận Fornovo vào năm 1495 giữa liên minh Ý và quân Pháp của Charles VIII.